# Barnumus
Barnumus is een geslacht van haften (Ephemeroptera) uit de familie Baetidae.

## Soorten
Het geslacht Barnumus omvat de volgende soorten:
- Barnumus editus